# Idursulfase
L'idursulfase, est un médicament utilisé pour traiter la mucopolysaccharidose II et vendu sous la marque Elaprase.

## Mode d'action
Il s'agit d'une forme d'enzyme lysosomale connue sous le nom d' iduronate-2-sulfatase et est fabriquée par la technologie de l'ADN recombinant .

## Usage médical
C'est un médicament utilisé pour traiter la mucopolysaccharidose II . Il est administré par injection progressive dans une veine. ILes effets sur l’espérance de vie et la qualité de vie ne sont pas clairs.

## Effets secondaires
Les effets secondaires du médicament comprennent des éruptions cutanées, de la fièvre, des maux de tête, de l'hypertension artérielle et des bouffées vasomotrices; d'autres effets secondaires peuvent inclure l'essoufflement, les brûlures d'estomac, les douleurs thoraciques et l'anaphylaxie .

## Histoire
Le médicament a été approuvé pour un usage médical aux États-Unis en 2006 et en Europe en 2007,. Aux États-Unis, il en coûte environ 475 000 dollars américains pour traiter une personne de 35 kg pendant un an. Au Royaume-Uni, ce montant coûte 310 000 livres sterling.